# Lenoir Vargas Ferreira
Lenoir Vargas Ferreira (Tupanciretã, 13 de maio de 1919 — Brasília, 1 de agosto de 1986) foi um advogado, jornalista, professor e político brasileiro radicado em Santa Catarina.

## Biografia
Filho de Gratulino Vaz Ferreira e de Cândida Vargas Ferreira, advogado com bacharelado em direito pela Universidade Federal do Rio Grande do Sul. Político, militou no PSD, sendo eleito vereador em 1947, deputado estadual em 1950 e 1954 e deputado federal na 41ª legislatura (1959 — 1963) e na 42ª legislatura (1963 — 1967), cumprindo este último mandato pela Aliança Renovadora Nacional (ARENA), partido pelo qual foi eleito senador em 1970 e indicado senador biônico em 1978, migrando mais tarde para o Partido Democrático Social (PDS).